# Høje Port (Slesvig)
 For alternative betydninger, se Høje Port. (Se også artikler, som begynder med Høje Port)
Den Høje Port (også Angelboport) var en byport i Slesvig by. Porten blev opført i 1564 ved den nordgående udfaldsvej (Langegade) til Angel. I 1616 blev dele af porten ombygget og forsynet med et flerkantede trætårn med en høj, spids tagrytter, en klokke og et urværk på facaden. Samme år skiftede også navnet fra Angelboport til Høje Port. En afbildning af den Høje Port fand senere indgang i Slesvigs byvåben.
Porten blev nedrevet i 1883 af trafiktekniske årsager.